# Namascar Shaktini
Namascar Shaktini, née Margaret Clarice Orr, le 8 janvier 1939 à Atlanta dans l'État de Géorgie (États-Unis), est une universitaire américaine, professeure de littérature française et de littérature comparée. Du temps de son travail à Paris, elle signe Margaret Stephenson, du nom de son ex-mari.

## Formation
Elle est titulaire d'une thèse en philosophie intitulée en anglais The Problem of Gender and Subjectivity Posed by the New Subject Pronoun "j/e" in the Writing of Monique Wittig de l'Université de Californie à Santa Cruz,.

## Militantisme
Elle a  joué un rôle important dans la création du Mouvement de libération des femmes (MLF) alors qu'elle effectuait à Paris sa recherche doctorale sous la direction de Roland Barthes.
Elle a traduit en anglais le premier texte du MLF paru en mai 1970 dans le mensuel L'Idiot international intitulé Combat pour la libération de la femme et signé par Monique Wittig, Gille Wittig, Marcia Rothenberg et Margaret Stephenson.
En août 1970, elle participe au dépôt de gerbe à la femme du Soldat inconnu et est arrêtée par la police.

## Enseignement
Elle a été professeur associée de littérature française et de littérature comparée à l'université Florida Atlantic University. Elle a notamment enseigné au Dorothee F. Schmidt College dans les disciplines suivantes : 
- Langues et linguistiques[8]
- Études féministes[9]
- Littérature comparée[10]
- Arts et lettres[11]
- Philosophie[12]

Ses cours portaient notamment sur les sujets suivants :  
- Langue, culture et civilisation françaises[8]
- Nouvelles françaises
- Fiction et théorie déconstructiviste[9]
- Théories et praxis féministes[9]
- La construction littéraire de la sexualité[13]
- Théorie critique française contemporaine[11]

Elle a dirigé des mémoires pour le diplôme de master, dont celui de Catherine L. Olson sur les travaux de Monique Wittig.

### Livres sous la direction de Namascar Shaktini
- On Monique Wittig: Theoretical, Political, and Literary Essays, Urbana and Chicago, University of Illinois Press, 2005. (Ed. Namascar Shaktini)[15].

### Chapitres
- Introduction to « For a Women’s Liberation Movement », dans On Monique Wittig: Theoretical, Political, and Litterary Essays, Urbana and Chicago, University of Illinois Press, 2005. (Ed. Namascar Shaktini)[15].
- The Critical Mind and The Lesbian Body, dans On Monique Wittig: Theoretical, Political, and Litterary Essays, Urbana and Chicago, University of Illinois Press, 2005. (Ed. Namascar Shaktini)[15].

- Le projet matérialiste du Corps lesbien et son matériau anatomique, dans Lire Monique Wittig aujourd’hui, Presses universitaires de Lyon, 2012[16].